# .kkrieger
.kkrieger (від нім. Krieger — воїн) — шутер від першої особи для ПК, який посів перше місце на конкурсі ігор розміром 96 кб на демо-заході Breakpoint у квітні 2004. Гра створена німецькою демогрупою .theprodukkt (колишній підрозділ Farbrausch).

## Історія розробки
.theprodukkt розробляли .kkrieger від середини 2002, використовуючи власний засіб .werkkzeug (від нім. Werkzeug — інструмент). Вони використовували не випущену версію .werkkzeug, названу .werkkzeug3.

## Малий розмір
Гра використовує лише 97,280 байтів дискового простору. Розробники кажуть, що .kkrieger займав би 200—300 Мб місця, якби він зберігався стандартним способом. Такий ступінь стиснення досягається завдяки тому, що всі ігрові ресурси — текстури, моделі, геометрія рівня, музика і звук — генеруються «на льоту» з допомогою різних алгоритмів, зокрема музика і звуки генеруються багатофункціональним синтезатором V2.

## Відгуки
Гра виграла два призи німецьких розробників ігор на Deutscher Entwicklerpreis у 2006. Ігровий сайт Acid-Play дав грі 2/5 зірок і змішану рецензію, в основному вихваляючи розмір файлу гри, називаючи її "не безфункціональною грою, а такою, чиї обмеження руйнують бар'єри з точки зору того, що можна зробити", і в кінцевому підсумку заявляючи, що "ви ніколи не знайдете гру, яка має так багато і поставляється в такому маленькому пакунку".